# 独鳞荛花
独鳞荛花（学名：Wikstroemia mononectaria）为瑞香科荛花属下的一个种。

## 扩展阅读
- 維基物種上的相關：独鳞荛花